# Morenike Atunrase
Morenike Olayinka Atunrase (Shreveport, 14 aprile 1986) è un'ex cestista statunitense, professionista nella WNBA.

## Carriera
È stata selezionata dalle Atlanta Dream al secondo giro del Draft WNBA 2008 (24ª scelta assoluta).